# Tephrosia shamimii
Tephrosia shamimii är en ärtväxtart som beskrevs av Syed Irtifaq Ali. Tephrosia shamimii ingår i släktet Tephrosia och familjen ärtväxter. Inga underarter finns listade i Catalogue of Life.